# Total Divas (2-й сезон)
Total Divas — американское реалити-шоу, премьера которого состоялась 28 июля 2013 года на телеканале E!. Шоу дает возможность посмотреть на жизнь Див WWE вне ринга и сюжетных историй WWE, показана не только работа, но и личная жизнь. За кадром показано множество моментов того, что происходит за кулисами с участием Див. Первый сезон закончился 15 декабря 2013 года собрав у телеэкранов в среднем 1,29 миллиона зрителей.

## Производство
20 ноября 2013 года диктор WWE Джош Мэтьюз сообщил, что Total Divas был продлен на второй сезон. Премьера второго сезона состоялась 16 марта 2014 года. В составе участниц произошло изменение, вместо покинувшей проект Джо Джо, появилась новая участница состава Див Саммер Рэй. В отличие от других программ WWE, большинство исполнителей помимо ринг неймов используют свои настоящие имена, что приводит к тому, что Кэмерон, Наоми, Наталья, Джимми Усо и Тайсон Кидд упоминаются как Ариана, Тринити, Нэтти, Джонатан и Ти-Джей соответственно.

## В ролях

### Главные роли
| Актёр       | Роль                            |
| ----------- | ------------------------------- |
| Бри Белла   | (Брианна Моник Даниэльсон)      |
| Ева Мари    | (Натали Мари Койл)              |
| Кэмерон     | (Ариан Николь Эндрю)            |
| Наоми       | (Тринити Фату)                  |
| Наталья     | (Натали Кэтрин Нейдхарт-Уилсон) |
| Никки Белла | (Стефани Николь Гарсия-Колас)   |
| Саммер Рэй  | (Даниель Луиза Мойнет)          |

### Второстепенные герои
| Актёр         | Роль                                         |
| ------------- | -------------------------------------------- |
| Дэниел Брайан | (муж Бри)                                    |
| Винсент Исаян | (парень Кэмерон)                             |
| Джон Сина     | (жених Никки)                                |
| Джимми Усо    | (муж Наоми)                                  |
| Тайсон Кидд   | (муж Натальи)                                |
| Джонатан Койл | (муж Евы Мари)                               |
| Марк Каррано  | (Старший директор WWE по связям с талантами) |
| Сандра Грей   | (стилист WWE)                                |

### Гости
| Актёр            | Роль                                      |
| ---------------- | ----------------------------------------- |
| Алисия Фокс      | (Виктория Элизабет Кроуфорд)              |
| Дольф Зигглер    | (Николас Теодор Немет)                    |
| Роза Мендес      | (Милена Летиция Рука)                     |
| Тамина Снука     | (Сарона Моана-Мари Рейхер Снука-Поламалу) |
| Кэти Колас       | (мать Бри и Никки)                        |
| Джей Джей Гарсиа | (брат Бри и Никки)                        |

## Эпизоды
| № сезона | № серии | Название                                            | Дата премьеры       | Произв. код | Зрители в США (млн) |
| --- | ------- | --------------------------------------------------- | ------------------- | ----------- | ------------------- |
| 15 | 1       | «Новая дива в команде» «New Diva on the Block»      | 16 марта 2014 года  | 201         | 1.07                |
| Никки начинает жить без своего парня, Джона Сины. Саммер Рэй присоединяется к основному составу участниц, а Ева Мари исчезает и не кто не знает где она, даже родители.                                               |         |                                                     |                     |             |                     |
| 16 | 2       | «Автобус Браниэль» «The Braniel Bus»                | 23 марта 2014 года  | 202         | 1.28                |
| Бри убеждает Брайана поехать на туристическом автобусе. Ева Мари смущёна тем, что её пришлось раскрыться, а Никки выбелили зуб в матче.                                                                               |         |                                                     |                     |             |                     |
| 17 | 3       | «Обратная сторона Бри» «On Brie's Bad Side»         | 30 марта 2014 года  | 203         | 1.55                |
| Флиртуя с Дэниелом Брайаном Саммер Рэй наживает себе вага в лице Бри. Нэтти также враждует с Саммер Рэй. |         |                                                     |                     |             |                     |
| 18 | 4       | «Вдох, Выдох» «Inhale, Exhale»                      | 13 апреля 2014 года | 204         | 1.16                |
| Нэтти нужна операция после травмы носа. Никки подозревает Джона Сину в нечестности, а Тринити снимает музыкальное видео.                                                                                              |         |                                                     |                     |             |                     |
| 19 | 5       | «К лучшему или к худшему» «For Better or For Worse» | 20 апреля 2014 года | 205         | 1.39                |
| Тринити готова выйти замуж, даже без благословения отца Джона. Ева столкнулась с серьезной проблемой со здоровьем, в то время как Никки и Ариана хотят помочь Нэтти.                                                  |         |                                                     |                     |             |                     |
| 20 | 6       | «Домашние посиделки» «The House Sitters»            | 27 апреля 2014 года | 206         | 1.14                |
| Ариана устраивает домашнюю вечеринку, приглядывая за Нэтти, при это потеряв свою кошку. Нэтти и Ти-Джей ссорятся из-за денег во время отпуска в Нью-Йорке, а Бри достаёт Никки из за нездоровой пище, которую та ест. |         |                                                     |                     |             |                     |
| 21 | 7       | «Флирт с Фанданго» «Flirting With Fandango»         | 4 мая 2014 года     | 207         | 0.96                |
| Саммер Рэй переводит свои отношения с Фанданго на новый уровень. Бри не может поверить, что она теперь невеста, а Тринити строит козни за спиной Джона.                                                               |         |                                                     |                     |             |                     |
| 22 | 8       | «Красный и Золотой» «Red and Gold»                  | 11 мая 2014 года    | 208         | 0.75                |
| Ева Мари и Саммер Рэй поссорились за пределами ринга, после того, как они в команде провели неудачный матч. Ариана зашла слишком далеко, пытаясь стать знаменитой, а Нэтти показывает свою артистическую сторону.     |         |                                                     |                     |             |                     |
| 23 | 9       | «Что происходит в Кабо» «What Happens In Cabo»      | 18 мая 2014 года    | 209         | 1.31                |
| На девичнике у Бри в Мексике Ева Мари борется с соблазном выпить алкоголь. Никки раскрывает секрет из своего прошлого. Тринити получила серьезной травму глаза.                                                       |         |                                                     |                     |             |                     |
| 24 | 10      | «Рытье Ямы» «Digging A Hole»                        | 25 мая 2014 года    | 210         | 1.04                |
| Недопонимание сестёр Белла нарастает при приближении свадьбы Бри. Никки избегает разговора с Джоном о своем предыдущем браке. Тем временем Дивы узнают, кто будет участвовать на Рестлмании.                          |         |                                                     |                     |             |                     |
| 25 | 11      | «Свадебная Мания» «Wedding Mania»                   | 1 июня 2014 года    | 211         | 1.54                |
| Бри и Брайан женятся, Джон Сина наконец узнает все подробности о тайном браке Никки. Дивы соревнуются на Рестлмании за чемпионство WWE среди Див.                                                                     |         |                                                     |                     |             |                     |

## Рейтинги
| № серии | Название                | Дата премьеры       | Зрители | Рейтинг | Ранг за неделю на кабельном |
| ------- | ----------------------- | ------------------- | ------- | ------- | --------------------------- |
| 1       | Новая дива в команде    | 16 марта 2014 года  | 1.07    | 0.5     | N/A                         |
| 2       | Автобус Браниэль        | 23 марта 2014 года  | 1.28    | 0.6     | N/A                         |
| 3       | Обратная сторона Бри    | 30 марта 2014 года  | 1.55    | N/A     | N/A                         |
| 4       | Вдох, Выдох             | 13 апреля 2014 года | 1.16    | 0.5     | N/A                         |
| 5       | К лучшему или к худшему | 20 апреля 2014 года | 1.39    | 0.6     | N/A                         |
| 6       | Домашние посиделки      | 27 апреля 2014 года | 1.14    | 0.6     | N/A                         |
| 7       | Флирт с Фанданго        | 4 мая 2014 года     | 0.96    | 0.5     | N/A                         |
| 8       | Красный и Золотой       | 11 мая 2014 года    | 0.75    | 0.3     | N/A                         |
| 9       | Что происходит в Кабо   | 18 мая 2014 года    | 1.31    | 0.6     | N/A                         |
| 10      | Рытье Ямы               | 25 мая 2014 года    | 1.04    | 0.5     | N/A                         |
| 11      | Свадебная Мания         | 1 июня 2014 года    | 1.54    | 0.8     | N/A                         |